# Großsteingrab Bockholm

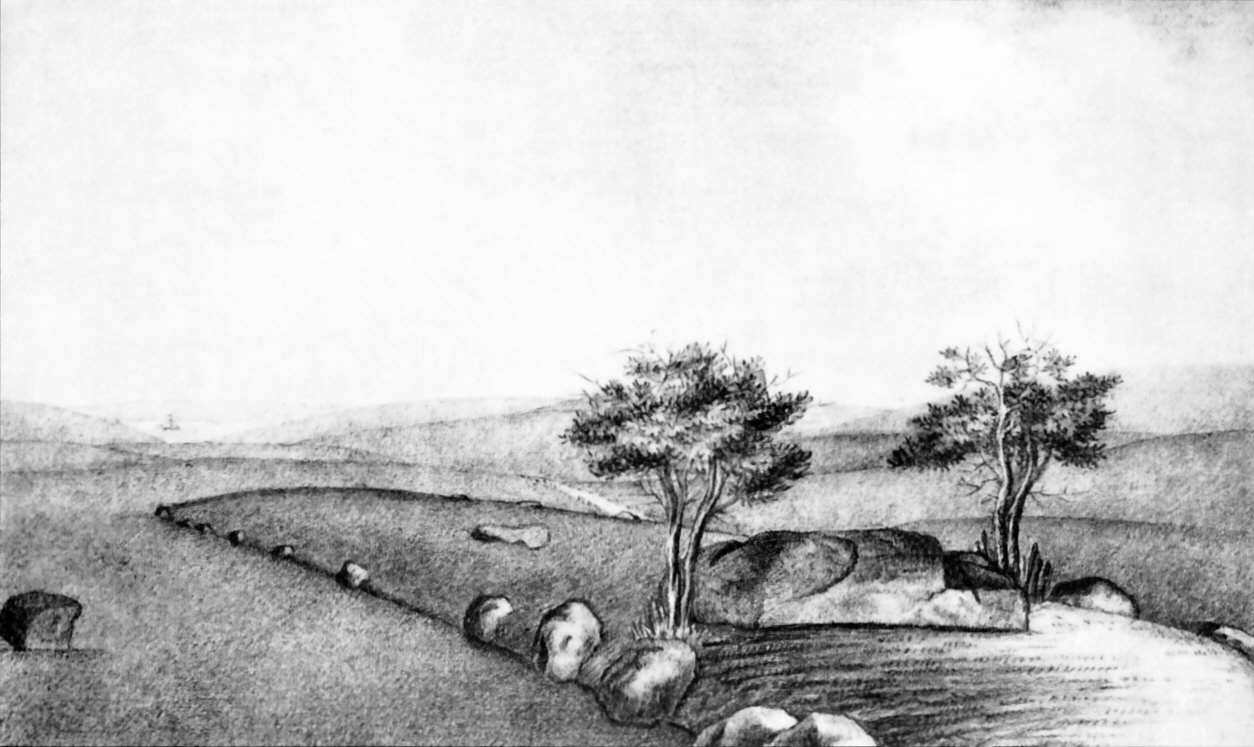
Zeichnung des Großsteingrabes bei Bockholm von Pastor Harries, ca. 1837/38

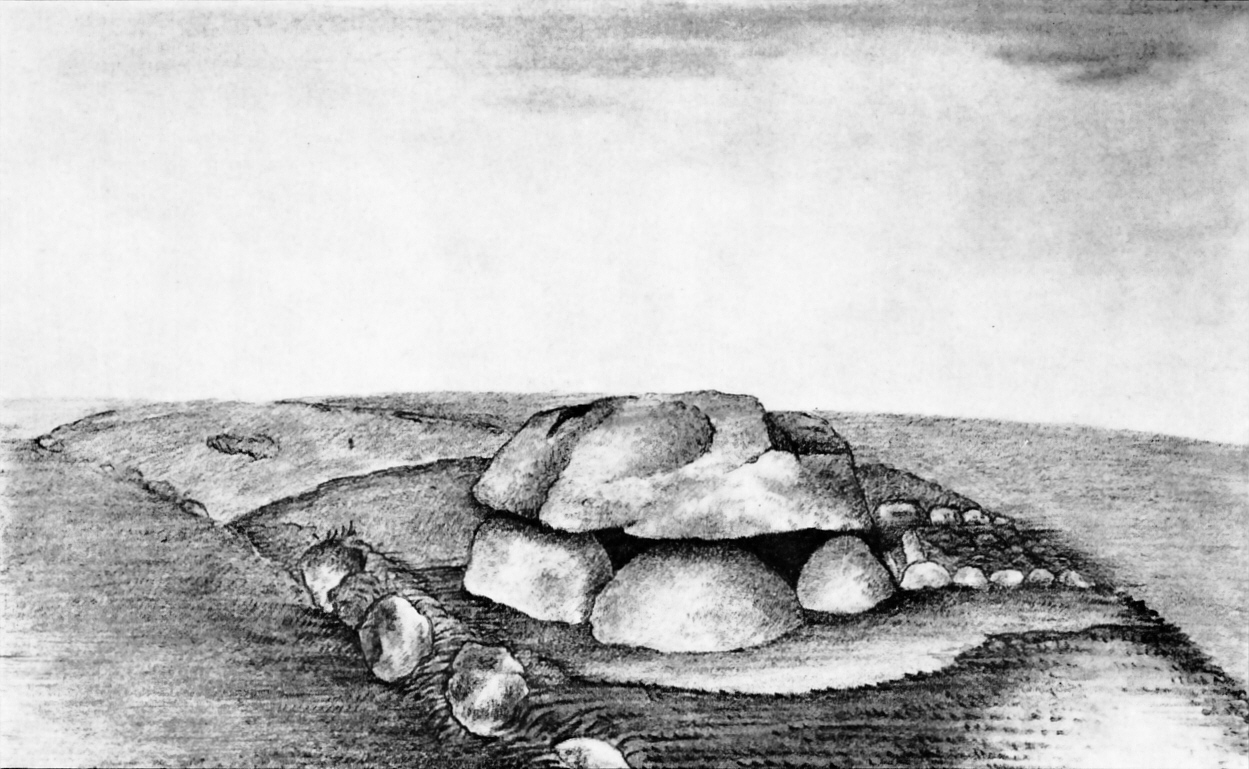
Zeichnung des Großsteingrabes bei Bockholm von Pastor Harries, ca. 1837/38

Das Großsteingrab Bockholm (auch Steenhy genannt) war eine jungsteinzeitliche Grabanlage nahe dem Ortsteil Bockholm der Gemeinde Glücksburg im Kreis Schleswig-Flensburg, Schleswig-Holstein. Die Megalithanlage der Trichterbecherkultur (TBK) entstand zwischen 3500 und 2800 v. Chr.

## Beschreibung
Die Anlage lag an der von Rüde nach Bockholm führenden Straße und ist heute vollständig überpflügt. Nähere Angaben sind durch die Beschreibung von Pastor Diedrich Harries aus dem Jahr 1842 möglich. Demnach handelte es sich wahrscheinlich um ein rechteckiges, nord-süd-orientiertes Hünenbett von etwa 60 m Länge und 10 m Breite. Die Kammer war vermutlich ein Polygonaldolmen von außergewöhnlicher Größe. So hatten die Wandsteine eine Höhe von 8 Fuß (etwa 2,50 m), der Deckstein hatte einen Umfang von 43 bis 44 Fuß (etwa 15 m – das entspricht etwa 4,5 m Durchmesser) und eine Dicke von 5 Fuß (etwa 1,50 m). Ins Innere der Grabkammer führte ein 6 Fuß (etwa 2,00 m) langer Gang. Die Kammer selbst hatte eine Länge, Breite und Höhe von je 8 Fuß (ca. 2,50 m). Sie war gepflastert und durch eine Reihe niedriger Steine in zwei Abschnitte unterteilt. Ernst Sprockhoff führt das Grab in seinem Atlas der Megalithgräber unter der Nummer 21.